# Pachycephalinae
Sous-famille
Les Pachycephalinae (pachycephalinés en français) sont une sous-famille de passereaux de la famille des pachycéphalidés. Elle comprend des oiseaux appelés siffleurs, pitohuis ou écorceurs en français.

## Étymologie
Le nom de cette sous-famille, comme celle de la famille des Pachycéphalidés, vient du genre Pachycephala qui signifie en grec « tête épaisse ».

## Liste des genres
- Pachycare Gould 1876
- Hylocitrea Mathews 1925
- Coracornis Riley 1918
- Aleadryas Iredale 1956
- Pachycephala Vigors 1825
- Colluricincla Vigors & Horsfield 1827
- Pitohui Lesson 1831
- Eulacestoma De Vis 1894